# Witte nachten
 Witte nachten  is een novelle van de Russische schrijver Fjodor Dostojevski uit 1848 die zich afspeelt in Sint-Petersburg Het verhaal heeft als ondertitel: “Uit de gedenkschriften van een dromer” en is verdeeld in zes hoofdstukken.

## Inhoud
Een anonieme verteller, een 26-jarige bewoner van Sint-Petersburg, vertelt over zijn achtjarig verblijf in die stad, zonder dat hij in staat is geweest met iemand echt kennis te maken. Op een avond redt hij de zeventienjarige Nastjenka van een dronken achtervolger. Ze staat hem toe haar tot aan haar voordeur te begeleiden. Ze blijken twee dromers die elkaar graag over hun verlangens vertellen.
Nadat hij in twee avonden zijn saaie bestaan in de stad heeft onthuld, vertelt Nastjenka haar eigen verhaal. Ze is een wees die bij haar blinde grootmoeder woont. Die bezit een eigen huisje en een karig pensioen. Daarom verhuurt ze de zolderetage. Ze heeft de onhebbelijke gewoonte haar kleindochter veelal met een veiligheidsspeld aan haar japon vast te maken, om te voorkomen dat het meisje zich vrijelijk kan bewegen.
Nastjenka heeft sympathie opgevat voor de zesentwintigjarige jongeman en vertelt hem dat ze verliefd was geworden op een huurder van de zolderetage. Nadat hij haar en haar oma een enkele keer had meegenomen naar de opera, was hij naar Moskou vertrokken om zaken af te handelen maar had haar tevens beloofd over precies een jaar bij haar terug te komen.
De verteller wordt nu ingezet om de teruggekeerde huurder op te sporen, want het jaar is zo ongeveer voorbij. Nastjenka denkt echter dat hij haar in de steek heeft gelaten en vraagt haar nieuwe kennis op de zolder in grootmoeders huis te komen wonen. Maar dan laat de teruggekeerde huurder zich plotseling onaangekondigd  zien en neemt Nastjenka mee om haar te trouwen. De anonieme verteller krijgt als troost in een brief mee dat ze van hem zal blijven houden als een zus van een broer. De liefde van een paar dagen was niet opgewassen tegen de eerdere liefde van een jaar.

## Verfilmingen
- Le notti bianche, uit 1957. Italiaanse  film van  Luchino Visconti
- White Nights, uit 1959. Russische film van Ivan Pyryev
- 'Chhalia, uit 1960. Een Hindoestaanse film
- Four Nights of a Dreamer, uit 1971. Franse film van Robert Bresson
- 'White Nighs' een opera van Yuri Butsko (1968, CD 1973)
- White Nights, uit 2003. Een Iraanse film
- Iyarkai, uit 2003. Een Tamil film
- White Nights, uit 2005. Amerikaanse] film van Alain Silver
- 'Ahista Ahista , uit 2006. Een Hindoestaanse film
- Saawariya, uit 2007. Een Hindoestaanse film
- In the City of Sylvia, uit 2007. Een Spaanse film.
- Two Lovers , uit 2009. Een Amerikaanse film